# Септемврійче
Димитровська піонерська організація «Септемврійче» (болг. Димитровска пионерска организация „Септемврийче“, буквально «вереснята») — дитяча політична організація в Народній Республіці Болгарії, що існувала при Димитровській комуністичній молодіжній спілці (ДКМС). Названо на честь Георгія Димитрова (1882—1949), діяча болгарського та міжнародного комуністичного руху, а також на честь дати комуністичного перевороту в Болгарії 9 вересня 1944 року.

## Історія
Піонерську організацію в Болгарії засновано у вересні 1944 року, за прикладом радянської Всесоюзної піонерської організації імені В. І. Леніна.
Створювалася за навчально-територіальною ознакою та мала таку структуру: центральні, окружні, міські, районні та общинні організації; дружини, загони з ланками, четами «Чавдарче» з десятками.
Її членами ставали діти віком від 9 до 14 років. 1967 року кількість членів піонерської організації «Септемврійче» становила близько 700 000 осіб.
Діти віком до 9 років також мали свою власну організацію — «Чавдарче» (у радянській літературі — «чавдарчата», аналог жовтенят в СРСР). Зовні вони відрізнялися кольором краваток — червона у піонерів і синьо-блакитна у чавдарчат.
Після досягнення віку 14 років піонери вступали до ДКМС.

При вступі до лав піонерської організації «Септемврійче» приносилася урочиста клятва:
Я, димитровський піонер, урочисто обіцяю перед своїми товаришами і своїм героїчним народом завжди боротися за справу Болгарської комуністичної партії, за перемогу комунізму. Бути вірним заповітам Георгія Димитрова і виконувати закони димитровського піонера. Обіцяю бути гідним громадянином моєї дорогої батьківщини — Народної Республіки Болгарії.
Оригінальний текст (болг.)
Аз, димитровският пионер, тържествено обещавам пред другарите си и своя героичен народ да се боря всеотдайно за делото на Българската комунистическа партия, за победата на комунизма. Да бъда верен на заветите на Георги Димитров, да изпълнявам законите на димитровския пионер. Обещавам да бъда достоен гражданин на моето мило отечество - Народна република България.
Автор слів гімну «Пейте в светлата родина» (Співай на світлій батьківщині) поет Асен Босев.
Друковані видання ЦК ДКМС та Центральної ради ДПО «Септемврійче» — журнал «Септемврійче», газети «Дружинка», «Пламъче», на радіо та телебаченні виходили регулярні передвічі «Бъди готов», «Винаги готов», «Пионерия» та інші спеціально призначені для піонерів. Видавництво «Народна младеж» щороку видавало різноманітні книжки для дітей та юнаків піонерського віку.
Організація припинила існування 1990 року.